# Sh2-56
Sh2-56 (également connue sous le nom de RCW 169) est une nébuleuse en émission visible dans la constellation de l'Écu.
Elle est située dans la partie ouest de la constellation, à environ 1,5° SW de l'étoile α Scuti. Elle s'étend pendant 7 minutes d'arc en direction d'une région de la Voie lactée fortement obscurcie par de denses nuages de poussière, parmi lesquels se détache le complexe Barnard 97. La période la plus propice à son observation dans le ciel du soir se situe entre juin et novembre. N'étant qu'à 9° de l'équateur céleste, on peut l'observer indistinctement depuis toutes les régions peuplées de la Terre.
C'est une région H II éloignée située sur le Bras Écu-Croix à une distance d'environ 4 800 pc (∼15 700 al), dans une région très interne de la Voie lactée. Elle fait partie d'une région de formation d'étoiles dominée par de fortes émissions à la longueur d'onde H2O du maser GAL 021.88+00.02. À cet objet s'ajoute la source de rayonnement infrarouge IRAS 18282-0943, coïncidant avec la jeune protoétoile 2MASS J18310242-0941134, qui est entourée d'une enveloppe également identifiable à la longueur d'onde OH,.